# Aeropuerto de Nijnévatorsk
El Aeropuerto Internacional de Nizhnevártovsk (en ruso: Аэропорт Нижневáртовск) (IATA: NJC ICAO: USNN) es un aeropuerto mayor en Rusia, localizado a 4 km al noroeste de Nizhnevártovsk, la segunda ciudad más grande del distrito autónomo de Janti-Mansi, Rusia.
El espacio aéreo está controlado desde el FIR de Surgut (ICAO: USRR)

## Pista
El aeropuerto de Nizhnevártovsk dispone de una pista de asfalto en dirección 03/21 de 3.200x60 m. (10.500x196 pies).
El pavimento es del tipo 54/R/B/X/T, por lo que es adecuado para ser utilizado por los siguientes tipos de aeronaves : An-12, An-124 (y sus modificaciones), Il-18, Il-62, Il-76, Il-86, Il-96-300, Yak-42, Tu-134, Tu-154, Tu-204, DC-10, Boeing-737, Boeing-757, Boeing-767 (y sus modificaciones), Airbus A310 (y sus modificaciones), Airbus A319, Airbus A320, Airbus A321 y otros tipos de aeronaves menores, así como todo tipo de helicópteros.

## Aerolíneas y destinos
| Nombre aerolínea         | Destinos |
| ------------------------ | --- |
| Aeroflot                 | Moscú-Sheremétievo |
| Donavia                  | Rostov del Don |
| IrAir                    | Cheliábinsk |
| Kavminvodyavia           | Mineralnye Vody |
| Kogalymavia              | Anapa, Kiev-Borýspil, Krasnodar, Simferópol                                                                            |
| Kuban Airlines           | Ufá |
| NordStar                 | Krasnoyarsk (finaliza el 24 de agosto)                                                                                 |
| Rossiya (airline)Rossiya | San Petersburgo |
| RusLine                  | Krasnodar, Samara |
| S7 Airlines              | Moscú-Domodédovo |
| Tatarstan Airlines       | Kazán, Nizhnekamsk, Ekaterimburgo                                                                                      |
| Tomsk Avia               | Tomsk |
| UTair                    | Anapa, Bakú, Donetsk, Janti-Mansi, Krasnodar, Khudzhand, Moscú-Vnúkovo, Novosibirsk, Sochi, Tyumén, Ufá, Ekaterimburgo |
| UTair Express            | Ufá |
| Yamal Airlines           | Ufá |

## Accidentes e incidentes
- El lunes 13 de octubre de 1969: cuando el vuelo 227 en la ruta Tyumen - Surgut un 24B de la compañía Aeroflot iba hacer un aterrizaje en el aeropuerto de Nizhnevartovsk se estrelló matando a 24 personas.[4]

- El domingo 24 de enero de 1988: en las cercanías de Nizhnevartovsk, durante el despegue, se estrelló el Yak-40 de la compañía Aeroflot, a consecuencia de lo cual murieron 27 personas. El Yak-40 con número de cola USSR-87549 realizó el vuelo 29674 desde Nizhnevartovsk a Bugulma con la primera parada intermedia en Tyumen ( aeropuerto de Roshchino ).